# Savigny-sur-Grosne
Savigny-sur-Grosne ist eine französische Gemeinde mit 170 Einwohnern (Stand 1. Januar 2022) im Département Saône-et-Loire in der Region Bourgogne-Franche-Comté (vor 2016 Bourgogne). Die Gemeinde gehört zum Arrondissement Chalon-sur-Saône und zum Kanton Cluny (bis 2015 Saint-Gengoux-le-National).

## Geografie
Savigny-sur-Grosne liegt etwa 32 Kilometer nordnordwestlich von Mâcon und etwa 30 Kilometer südsüdwestlich von Chalon-sur-Saône am Grosne und am Guye.
Nachbargemeinden von Savigny-sur-Grosne sind Saint-Gengoux-le-National im Norden und Nordosten, Malay im Süden und Osten, Bonnay im Südwesten sowie Curtil-sous-Burnand im Westen.

## Bevölkerungsentwicklung
| Jahr                      | 1962 | 1968 | 1975 | 1982 | 1990 | 1999 | 2006 | 2013 |
| Einwohner                 | 198  | 177  | 187  | 193  | 169  | 174  | 171  | 177  |
| Quelle: Cassini und INSEE |      |      |      |      |      |      |      |      |

## Sehenswürdigkeiten
- Kirche Notre-Dame-de-Grâce

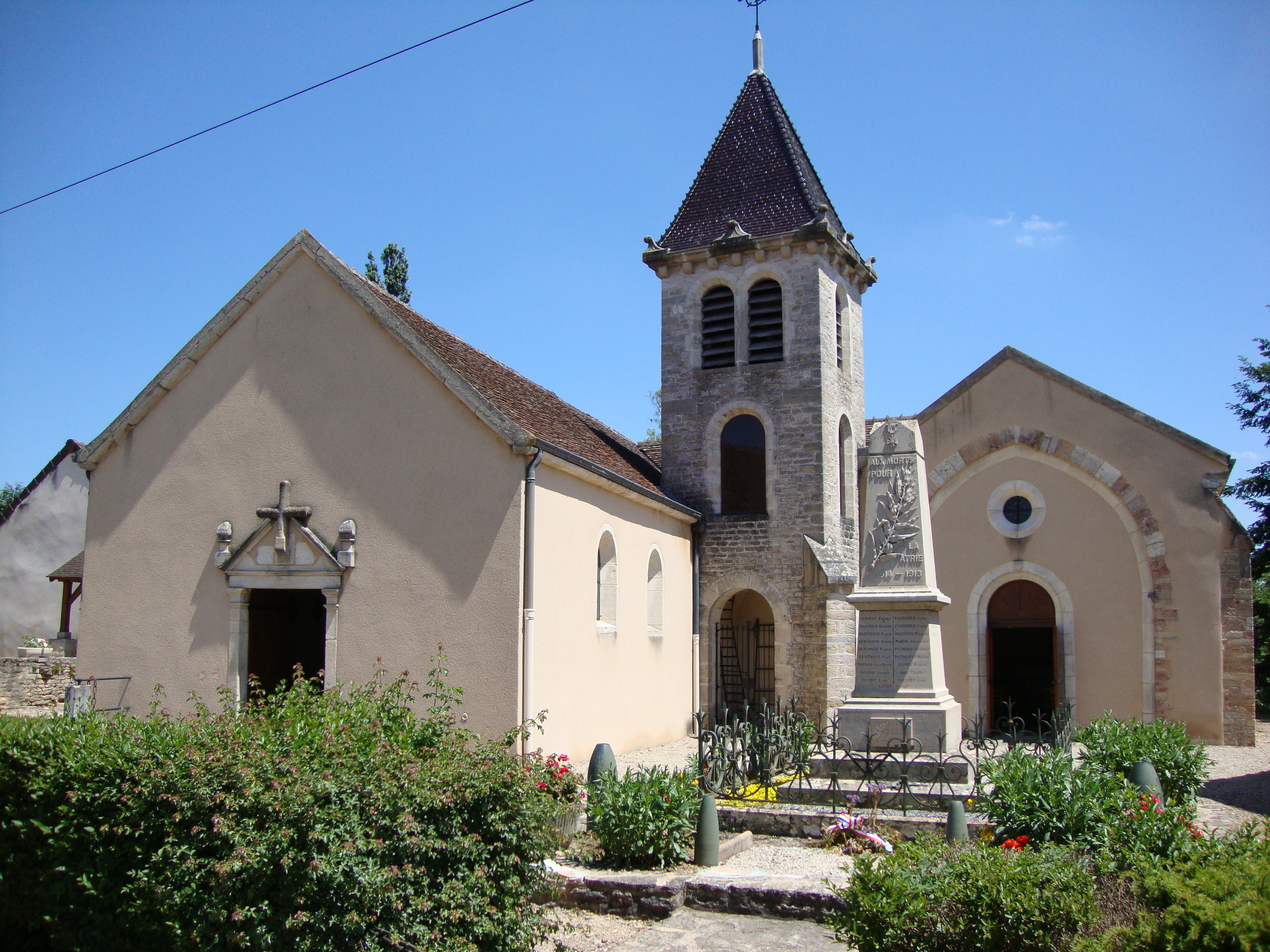
Kirche Notre-Dame-de-Grâce

- Burg Savigny-sur-Grosne aus dem 13. Jahrhundert

## Persönlichkeiten
- Charles Ravier (1924–1984), Komponist und Dirigent